# Cazis
Cazis (en romanche Cazas, dialecto subsilvano Tgazas, dialecto supramirano Tgazzas) es una comuna suiza del cantón de los Grisones, situada en la región de Viamala. Limita al norte con las comunas de Rhäzüns y Rothenbrunnen, al este con Tomils, Paspels, Rodels, Pratval y Fürstenau, al sur con Thusis, Masein y Flerden, y al oeste con Safien y Versam.
La comuna es el resultado de la fusión el 1 de enero de 2010 de las antiguas comunas de Cazis, Portein, Sarn, Präz y Tartar.